# Ingrida Šimonytė
Ingrida Šimonytė (Vilnius, 1974. november 15. –) litván közgazdász, politikus, korábbi pénzügyminiszter. 2013-ban kinevezték a Litván Nemzeti Bank igazgatótanácsának alelnökévé. Munkája mellett tanított a Vilniusi Egyetem Nemzetközi Kapcsolatok és Politikatudomány Intézetében, valamint az ISM Közgazdaság-tudományi Egyetem államháztartás-tani tanszékén.

## Pályafutása
2016-ban Antakalnis választókerületben a Seimas képviselőjévé választották, ezért hivataláról lemondott. 2018. november 4-én megnyerte a konzervatív Haza Szövetség – Litván Kereszténydemokraták párt előválasztását (Vygaudas Ušackasszal szemben, 78,71%-kal), így indulhatott a 2019-es elnökválasztáson, amelynek második fordulójába első helyen jutott tovább, ott azonban vereséget szenvedett Gitanas Nausėdával szemben. 2020. november 24-én a litván parlament miniszterelnökké választotta.
Anyanyelvén kívül angolul, lengyelül, oroszul, valamint alapfokon svédül is beszél.

## Kitüntetései
- A Nagy Vytautas-rend tiszti keresztje.[9]

## Fordítás
Ez a szócikk részben vagy egészben  az   Ingrida Šimonytė című angol Wikipédia-szócikk ezen változatának fordításán alapul.  Az eredeti cikk szerkesztőit annak laptörténete sorolja fel. Ez a jelzés csupán a megfogalmazás eredetét és a szerzői jogokat jelzi, nem szolgál a cikkben szereplő információk forrásmegjelöléseként.